# 南部利用 (大膳大夫)
南部 利用（なんぶ としもち）は、江戸時代後期の大名。陸奥国盛岡藩の第11代藩主。官位は従四位下・大膳大夫。ただし、公式には同一人物とされたが、この名を名乗った人物は2人いた。本記事ではその2人目の人物について記述する。幼名は善太郎。文政4年（1821年）に不慮の死を遂げた1人目の利用（幼名：吉次郎）の替え玉として藩主に擁立された。

## 生涯
享和3年（1803年）11月6日、新屋敷南部家当主・南部信浄（第7代藩主・南部利視の孫）の三男として盛岡にて誕生した。
血統上の男系の従弟にあたる、本物の第11代藩主であった利用（吉次郎）が文政4年（1821年）8月に不慮の死を遂げた。吉次郎利用はまだ11代将軍・徳川家斉に御目見していない年齢であったため嗣子の届けもしておらず、末期養子も立てることができなかった。改易や転封、減封を怖れた藩重役たちは、比較的年齢も近く、風貌もよく似ていた善太郎を幕府に内密で替え玉に仕立て、「利用」として翌9月に擁立した。善太郎改め利用は、11月15日に家斉に御目見して藩主として認められ、12月に従四位下、大膳大夫に叙位・任官された。
藩政においては、不正の続いた利敬親政で登用された大小役人の大更迭断行による人事を行い、これにより利敬時代に冷遇された門閥家老層が藩政復帰することとなる。門閥家老たちは、東蝦夷警護と20万石格上げによる賦課や藩財政困窮にかかわらず、窮乏藩士を救済する政策を講じる。
文政5年（1822年）8月29日には、前年に相馬大作事件を起こした相馬大作が江戸で処刑されている。またこの年に、自身に万一のことがあった場合には南部修礼（後の利済）を後継者にするよう、幕府に内願したという。
文政8年（1825年）、病気を押して江戸に参勤し、それが原因で7月18日に江戸で死去した。享年23。なお、5代藩主・信恩の血統としては最後の藩主となる。
実子は娘の豊子（後の南部利義正室）のみのため、内願の通りに利済が家督を継いだ。

## 系譜
- 父：南部信浄
- 母：桂寿院 - 三戸信居の娘
- 公式上の父：南部信丞 - 1人目の南部利用の実父
- 養父：南部利敬 - 1人目の南部利用の養父
- 正室：前田斉広の娘
- 側室：なが子 - 内堀氏
- 側室：喜遠、稲、雛薗 - 四戸武連の娘
  - 女子：豊子 - 井伊直亮養女、南部利義正室
- 養子
  - 男子：南部利済（1797年 - 1855年） - 南部利謹の長男